# Ральф Воан-Вільямс
Ральф (Рейф) Во́ан-Вільямс (англ. Ralph Vaughan Williams; 12 жовтня 1872, Даун-Ампні, графство Глостершир — 26 серпня 1958, Лондон) — британський композитор, органіст, диригент і музично-громадський діяч.

## Біографія
Народився у сім'ї священника, був троюрідним племінником Чарльза Дарвіна.
Навчався у Королівському музичному коледжі Лондона в класах композиції Чарльза Вільєрса Стенфорда та Хьюберта Перрі, органу — у Вільяма Перретта. Серед його однокурсників були Леопольд Стоковський та Густав Холст, які вплинули на розвиток творчих поглядів Вільямса.
Після закінчення Королівського музичного коледжу в 1897 році переїхав в Берлін, де працював органістом і вдосконалювався як композитор у Макса Бруха. У 1904 році вирушив до графства Норфолк для дослідження музичного фольклору. В 1908 році брав уроки оркестровки у Моріса Равеля у Франції.
Під час Першої світової війни служив в медичних військах. З 1921 року професор композиції Королівського музичного коледжу. Активно виступав як диригент, диригував хорами товариств Баха і Генделя. Неодноразово керував виконанням «Страстей за Матвієм» Йоганна Себастьяна Баха.
Помер в 1958 році, похований у Вестмінстерському абатстві неподалік могили Генрі Перселла.

## Творчість
Воан Вільямс — один з найбільших композиторів першої половини XX століття, який зіграв важливу роль у відродженні інтересу до британської академічній музиці. Його спадщина досить велике: шість опер, три балети, дев'ять симфоній, кантати і ораторії, твори для фортепіано, органу та камерних ансамблів, обробки народних пісень та багато інших твору. У своїй творчості він надихався традиціями англійських майстрів XVI—XVII століть і народною музикою. Твори Вільямса відзначені масштабністю задуму, мелодизмом, майстерним голосоведенням та оригінальною оркестровкою.
Воан Вільямс є одним з основоположників нової англійської композиторської школи — так званого «англійського музичного ренесансу»

## Твори
Опера
- Пригоди Пілігріма (The Pilgrim's Progress), за алегорією Джона Буньяна

Симфонічні твори
- Симфонія № 1 «Морська», для великого змішаного хору (SATB), оркестру та уданих;
- Симфонія № 2 «Лондонська»;
- Симфонія № 3 «Пасторальна»;
- Симфонія № 4 «Пам'яті жертв фашизму і війни»;
- Симфонія № 5, ре мажор;
- Симфонія № 6;
- Симфонія № 7 «Sinfonia Antarctica»;
- Симфонія № 8;
- Симфонія № 9, мі мінор;
- Норфолк-рапсодія № 1 (Рапсодія на народні теми графства Норфолк), мі мінор;
- Норфолк-рапсодія № 2 (Рапсодія на народні теми графства Норфолк), ре мінор;
- П'ять варіацій на тему «Dives and Lazarus», для оркестру;
- «Оси», симфонічна сюїта по Аристофану;
- Концерт для фортепіано з оркестром до мажор;
- Concerto Accademico, для скрипки з оркестром;
- Концерт для туби з оркестром, фа мінор;
- Концерт для гобоя та струнного оркестру, ля мінор;
- Concerto grosso, для потрійного струнного оркестру;
- Партита, для подвійного струнного оркестру;
- Сюїта на англійські народні теми, для духового оркестру;
- Фантазія на тему Томаса Талліса;
- Фантазія на теми різдвяних гімнів, для баритона та оркестру;
- Фантазія на тему ірландської народної пісні «Greensleeves»;
- «Злітаючий жайворонок», романс для скрипки з оркестром;
- Варіації, для великого симфонічного оркестру;
- «Портрети Тюдорів», сюїта для голосу і оркестру;

Камерно-інструментальні твори
- Фортепіанний квінтет До мінор;
- Квінтет ре мажор,
- Струнний квартет до мінор;
- Соната для скрипки і фортепіано;
- Струнний квартет № 1, соль мінор

Духовні твори
- «Te Deum», соль мажор, для змішаного хору та органу